# 超いきものばかり〜てんねん記念メンバーズBESTセレクション〜
『超いきものばかり〜てんねん記念メンバーズBESTセレクション〜』（ちょういきものばかり てんねんきねんメンバーズベストセレクション）は、いきものがかりの2作目のベスト・アルバム。2016年3月15日にCDで発売。発売元はエピックレコードジャパン。

## 概要
2006年3月15日の1stシングル「SAKURA」リリースによるメジャー・デビューから丁度10年となる同じ3月15日の火曜日に発売された、通算3作目のベストアルバム。タイトルの「てんねん記念」は、「10年記念」の10の部分を英語の「ten」と読み換えたもので、他にも吉岡の風貌に似ているとされるカワウソが天然記念物に指定されていたことにも掛けている。
初回生産限定盤には通常盤のCD3枚に加えて、カップリング曲とメンバーがセレクトした3曲が収録されたボーナスディスク「超B面ばかり+メンバー泣きの三曲」のほか、カードやステッカーなど全10種類の特典が付属。
2010年発売のベストアルバム『いきものばかり〜メンバーズBESTセレクション〜』と同様に、これまでにリリースされた作品からメンバー自身が選曲した楽曲に、新曲5曲（「いこう」、「翼」、「Sweet! Sweet! Music!」、「真夏のエレジー」、「ぼくらのゆめ」）を含めた全45曲（初回限定盤は60曲）を収録。なお、ボーナスディスクに収録されているカップリング曲は、「ホットミルク」を除く全曲がアルバム初収録となり、これらの楽曲が収録されたことによって、「ラストシーン」を除く、メジャー・デビュー以降本作発売までに発表された全てのオリジナル曲がアルバムに収録されることとなった。
本作発売時点でシングルA面曲としてリリースされた36曲のうち、「HANABI」「流星ミラクル」「青春のとびら」「青春ライン」「ホタルノヒカリ」「ハルウタ」の6曲は収録されなかった。また、「ノスタルジア」は歌詞を変更したバージョンにした上で、ボーナスディスクのみの収録となる。アルバム初収録曲も多数ある。

## チャート成績
発売初週に約13.7万枚を売り上げ、2016年3月28日付オリコン週間アルバムチャートで初登場1位を獲得。同チャートでの1位獲得は、2008年リリースの3rdアルバム『My song Your song』から8作連続となり、自身が記録を保持する男女混成グループの連続1位獲得記録も更新した。累計売上は30万枚を超えた。

## 収録曲
- DISC1からDISC3まで初回生産限定盤・通常盤共通収録。既発曲の解説は各収録作品を参照のこと。

### DISC1
| #         | タイトル                   | 作詞               | 作曲               | 編曲                               | 時間  |
| --------- | -------------------------- | ------------------ | ------------------ | ---------------------------------- | ----- |
| 1.        | 「SAKURA」                 | 水野良樹           | 水野良樹           | 島田昌典                           | 5:55  |
| 2.        | 「キミがいる」             | 吉岡聖恵           | 吉岡聖恵           | 島田昌典                           | 5:48  |
| 3.        | 「気まぐれロマンティック」 | 水野良樹           | 水野良樹           | 江口亮、クラッシャー木村（弦編曲） | 4:05  |
| 4.        | 「茜色の約束」             | 水野良樹           | 水野良樹           | 島田昌典                           | 4:52  |
| 5.        | 「あなた」                 | 水野良樹           | 水野良樹           | 亀田誠治                           | 5:58  |
| 6.        | 「キラリ」                 | 水野良樹           | 水野良樹           | 本間昭光                           | 5:08  |
| 7.        | 「帰りたくなったよ」       | 水野良樹           | 水野良樹           | 島田昌典                           | 6:06  |
| 8.        | 「ふたり」                 | 水野良樹           | 水野良樹           | 島田昌典                           | 6:16  |
| 9.        | 「コイスルオトメ-激情編-」 | 水野良樹           | 水野良樹           | 本間昭光                           | 6:57  |
| 10.       | 「涙がきえるなら」         | 吉岡聖恵、山下穂尊 | 吉岡聖恵、水野良樹 | 亀田誠治                           | 4:29  |
| 11.       | 「いこう」                 | 山下穂尊           | 山下穂尊           | 鈴木Daichi秀行                     | 3:55  |
| 12.       | 「なくもんか」             | 水野良樹           | 水野良樹           | 本間昭光                           | 5:48  |
| 13.       | 「心の花を咲かせよう」     | 山下穂尊           | 山下穂尊           | 島田昌典                           | 4:44  |
| 14.       | 「地球」                   | 山下穂尊           | 山下穂尊           | 本間昭光                           | 5:51  |
| 合計時間: | 合計時間:                  | 合計時間:          | 合計時間:          | 合計時間:                          | 76:38 |

### DISC2
| #         | タイトル                   | 作詞      | 作曲      | 編曲                               | 時間  |
| --------- | -------------------------- | --------- | --------- | ---------------------------------- | ----- |
| 1.        | 「ありがとう」             | 水野良樹  | 水野良樹  | 本間昭光                           | 6:01  |
| 2.        | 「じょいふる」             | 水野良樹  | 水野良樹  | 田中ユウスケ、近藤隆史             | 3:17  |
| 3.        | 「ブルーバード」           | 水野良樹  | 水野良樹  | 江口亮、クラッシャー木村（弦編曲） | 3:37  |
| 4.        | 「いつだって僕らは」       | 山下穂尊  | 山下穂尊  | 近藤隆史、田中ユウスケ             | 4:24  |
| 5.        | 「翼」                     | 山下穂尊  | 山下穂尊  | 鈴木Daichi秀行                     | 5:25  |
| 6.        | 「歩いていこう」           | 水野良樹  | 水野良樹  | 本間昭光                           | 6:05  |
| 7.        | 「YELL」                   | 水野良樹  | 水野良樹  | 松任谷正隆                         | 5:57  |
| 8.        | 「GOLDEN GIRL」            | 吉岡聖恵  | 吉岡聖恵  | 亀田誠治                           | 4:59  |
| 9.        | 「Good Morning」           | 水野良樹  | 水野良樹  | 島田昌典                           | 5:13  |
| 10.       | 「Sweet! Sweet! Music!」   | 山下穂尊  | 山下穂尊  | 近藤隆史、田中ユウスケ             | 4:18  |
| 11.       | 「1 2 3 〜恋がはじまる〜」 | 水野良樹  | 水野良樹  | 本間昭光                           | 4:59  |
| 12.       | 「東京」                   | 吉岡聖恵  | 吉岡聖恵  | 蔦谷好位置                         | 4:23  |
| 13.       | 「恋詩」                   | 山下穂尊  | 山下穂尊  | 蔦谷好位置                         | 4:43  |
| 14.       | 「熱情のスペクトラム」     | 水野良樹  | 水野良樹  | 近藤隆史、田中ユウスケ             | 3:46  |
| 15.       | 「マイステージ」           | 山下穂尊  | 山下穂尊  | 鈴木Daichi秀行                     | 5:35  |
| 16.       | 「会いにいくよ」           | 水野良樹  | 水野良樹  | 亀田誠治                           | 5:47  |
| 合計時間: | 合計時間:                  | 合計時間: | 合計時間: | 合計時間:                          | 76:49 |

### DISC3
| #         | タイトル                             | 作詞      | 作曲      | 編曲                 | 時間  |
| --------- | ------------------------------------ | --------- | --------- | -------------------- | ----- |
| 1.        | 「風が吹いている」                   | 水野良樹  | 水野良樹  | 亀田誠治             | 7:42  |
| 2.        | 「笑ってたいんだ」                   | 水野良樹  | 水野良樹  | 亀田誠治             | 6:11  |
| 3.        | 「ラブソングはとまらないよ」         | 水野良樹  | 水野良樹  | 本間昭光             | 5:33  |
| 4.        | 「NEW WORLD MUSIC」                  | 水野良樹  | 水野良樹  | 蔦谷好位置           | 4:32  |
| 5.        | 「うるわしきひと」                   | 水野良樹  | 水野良樹  | 江口亮               | 4:30  |
| 6.        | 「夏空グラフィティ」                 | 水野良樹  | 水野良樹  | 江口亮               | 4:21  |
| 7.        | 「KISS KISS BANG BANG」              | 水野良樹  | 水野良樹  | 鈴木Daichi秀行       | 4:36  |
| 8.        | 「花は桜 君は美し」                  | 水野良樹  | 水野良樹  | 渡辺善太郎           | 4:25  |
| 9.        | 「プラネタリウム」                   | 水野良樹  | 水野良樹  | 田中ユウスケ、湯浅篤 | 5:58  |
| 10.       | 「LIFE」                             | 水野良樹  | 水野良樹  | 森俊之               | 4:55  |
| 11.       | 「ラブとピース!」                    | 水野良樹  | 水野良樹  | 本間昭光             | 4:51  |
| 12.       | 「真夏のエレジー」                   | 水野良樹  | 水野良樹  | 本間昭光             | 5:11  |
| 13.       | 「笑顔」                             | 水野良樹  | 水野良樹  | 亀田誠治             | 5:00  |
| 14.       | 「夢題〜遠くへ〜-No Fade Out ver.-」 | 山下穂尊  | 山下穂尊  | 亀田誠治             | 6:59  |
| 15.       | 「ぼくらのゆめ」                     | 水野良樹  | 水野良樹  | 亀田誠治             | 4:35  |
| 合計時間: | 合計時間:                            | 合計時間: | 合計時間: | 合計時間:            | 79:16 |

### DISC4（初回限定盤のみ）
| #         | タイトル                               | 作詞               | 作曲      | 編曲                   | 時間  |
| --------- | -------------------------------------- | ------------------ | --------- | ---------------------- | ----- |
| 1.        | 「ホットミルク」                       | 山下穂尊、水野良樹 | 山下穂尊  | 亀田誠治               | 4:34  |
| 2.        | 「甘い苦い時間」                       | 山下穂尊           | 山下穂尊  | 齋藤勇二               | 5:22  |
| 3.        | 「二輪花」                             | 山下穂尊           | 山下穂尊  | 田中ユウスケ、村山達哉 | 4:42  |
| 4.        | 「蒼い舟」                             | 山下穂尊           | 山下穂尊  | 湯浅篤                 | 4:04  |
| 5.        | 「月夜恋風」                           | 山下穂尊           | 山下穂尊  | 湯浅篤                 | 2:33  |
| 6.        | 「最後の放課後」                       | 山下穂尊           | 山下穂尊  | 中村太知               | 4:49  |
| 7.        | 「夏色惑星」                           | 山下穂尊           | 山下穂尊  | 中村太知               | 4:16  |
| 8.        | 「おもいでのすきま」                   | 山下穂尊           | 山下穂尊  | 湯浅篤                 | 5:26  |
| 9.        | 「オリオン」                           | 山下穂尊           | 山下穂尊  | 江口亮、いきものがかり | 4:53  |
| 10.       | 「my rain」                            | 山下穂尊           | 山下穂尊  | 本間昭光               | 4:26  |
| 11.       | 「赤いかさ」                           | 水野良樹           | 水野良樹  | 西川進                 | 4:55  |
| 12.       | 「ホントウノヒビ」                     | 山下穂尊           | 山下穂尊  | 江口亮                 | 3:55  |
| 13.       | 「ハジマリノウタ〜遠い空澄んで〜」     | 山下穂尊           | 山下穂尊  | 島田昌典               | 6:01  |
| 14.       | 「白いダイアリー」                     | 吉岡聖恵           | 吉岡聖恵  | 西川進、eji（弦編曲）  | 5:08  |
| 15.       | 「ノスタルジア-Original Lyrics ver.-」 | 水野良樹           | 水野良樹  | 島田昌典               | 5:38  |
| 合計時間: | 合計時間:                              | 合計時間:          | 合計時間: | 合計時間:              | 70:42 |

## 曲解説
既発曲については、各収録作品も参照のこと。
コイスルオトメ-激情編-（Disc1-9）
3rdシングル「コイスルオトメ」（編曲：田中ユウスケ）のリアレンジバージョン。
編曲を手掛けた本間昭光がライブサポートに参加するようになった、2010年以降のライブで披露されているアレンジがベースとなっている。
いこう（Disc1-11）
日本中央競馬会（JRA）2016年ブランドCM「あなたの競馬が走り出す。」編CMソング。
翼（Disc2-5）
三井住友銀行「ひとりひとりが日本代表。」編CMソング。
Sweet! Sweet! Music!（Disc2-10）
TBS系金曜ドラマ『私 結婚できないんじゃなくて、しないんです』主題歌。
山下が制作した楽曲がドラマタイアップに起用されたのは、「真昼の月」以来約6年ぶりとなる。
PVが製作されている。
真夏のエレジー（Disc3-12）
インディーズ2ndアルバム『七色こんにゃく』収録曲のリアレンジバージョン。
本アルバム収録の新曲の中では唯一タイアップが付いていない。
夢題〜遠くへ〜-No Fade Out ver.-（Disc3-14）
31stシングル「ラブとピース!/夢題〜遠くへ〜」のアルバムバージョン。
アウトロがフェードアウトしないものに差し替えられている。
ぼくらのゆめ（Disc3-15）
日本コカ・コーラ「爽健美茶」2016年度キャンペーンソング。
PVが製作されている。
2016年8月24日に、新曲「ラストシーン」との両A面シングルとしてシングルカットされた。
ノスタルジア-Original Lyrics ver.-（Disc4-15）
17thシングル「ノスタルジア」を、インディーズ1stアルバム『誠に僭越ながらファーストアルバムを拵えました…』収録の歌詞に戻したバージョン。演奏はシングルバージョンと同一のもので、インディーズ版と曲構成が変わっている部分（2番のサビ〜大サビ部分）についても、シングルバージョンの歌詞のままとなっている。